# 湯本 (箱根町)
湯本（ゆもと）は、神奈川県足柄下郡箱根町の地名である。箱根町役場が所在する町であり、箱根の玄関口である小田急箱根の箱根湯本駅や箱根湯本温泉などで知られる。

## 地理
箱根町東部に位置する町で、箱根町の湯本茶屋、塔之澤、大平台、宮ノ下、小涌谷、畑宿、須雲川、および小田原市の早川、入生田（いりうだ）と隣接する。
東西に細長い町であるが、温泉街や人家は東部地域の箱根湯本駅周辺に集中している。西部地域は鎌倉時代に箱根越えの道として歩かれた鎌倉古道・湯坂路（ゆさかみち）が通る湯坂山〜浅間山〜鷹巣山の山稜部であるため、人家は全くない。
東部の温泉街には須雲川（すくもがわ）と早川が流れ、須雲川沿いには旧東海道である神奈川県道732号湯本元箱根線が、早川沿いには東海道の国道1号が走る。須雲川は箱根湯本駅付近で本流である早川と合流し、相模湾に向かって流下する。

### 山
- 湯坂山
  - 湯坂路
- 浅間山（せんげんやま）
- 鷹巣山（たかのすやま）

### 河川
- 早川
- 須雲川

### 滝
- 初花の滝（はつはなのたき）
- 玉簾の滝（たまだれのたき）
- 飛烟の滝（ひえんのたき）

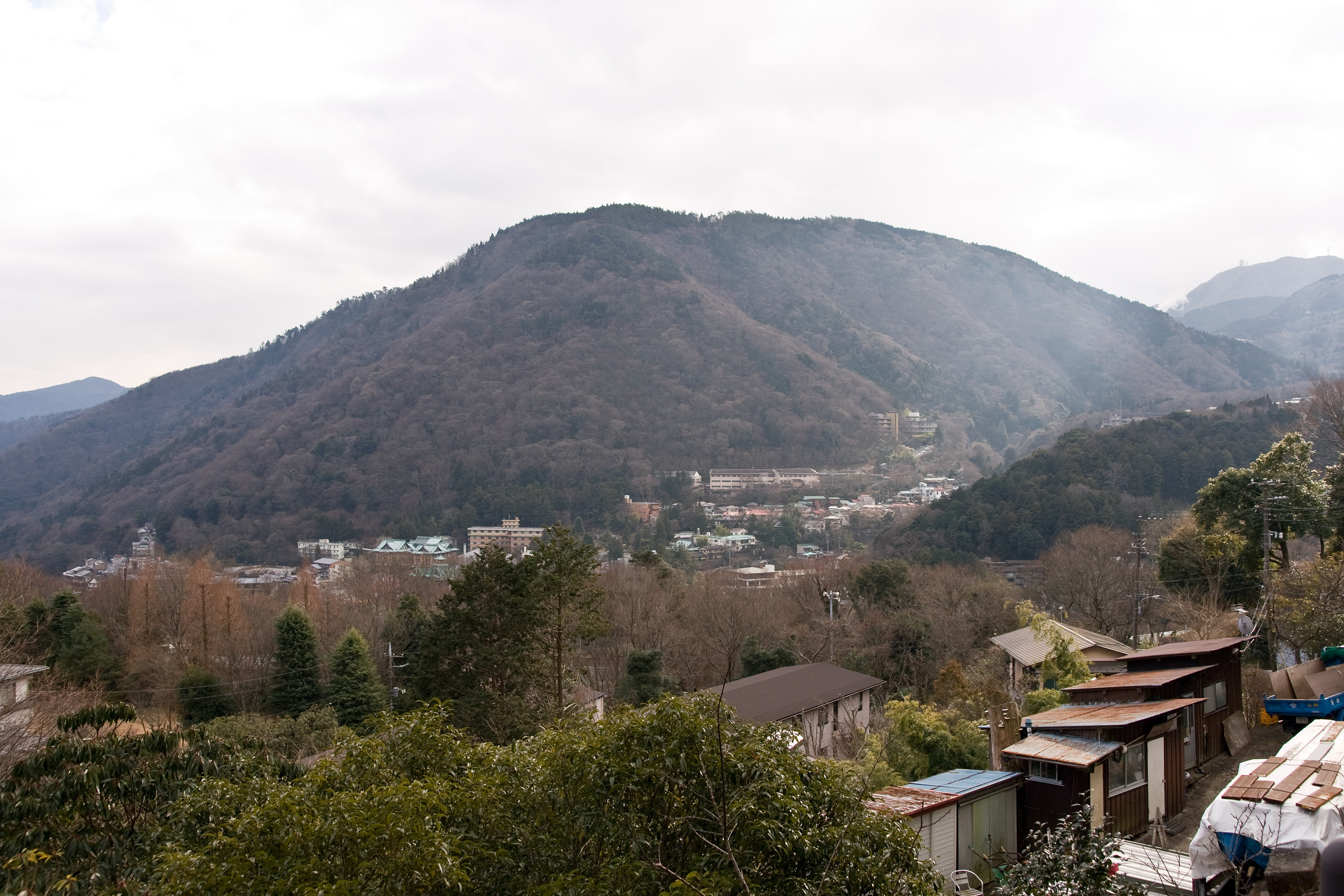
浅間山
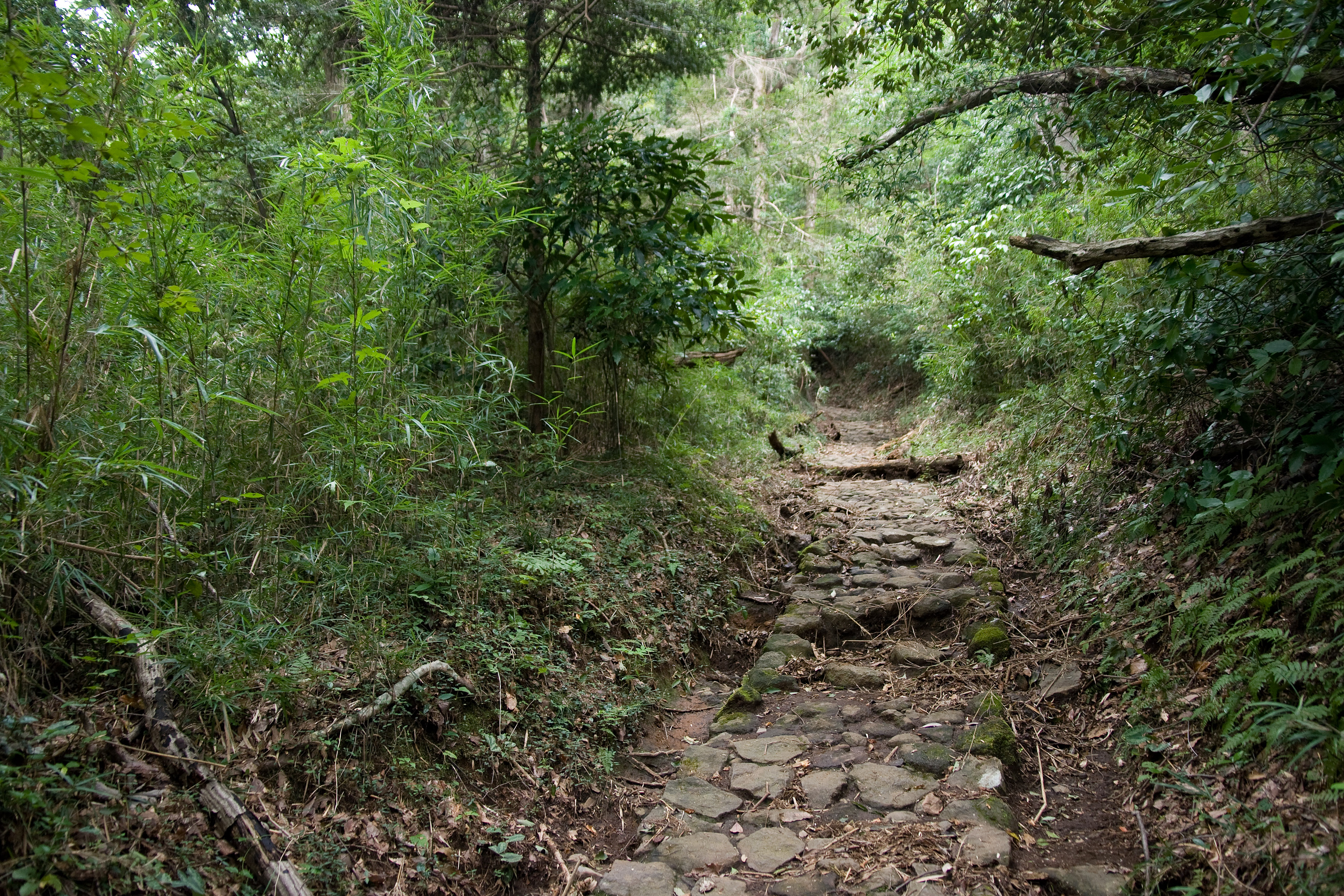
湯坂路の石畳
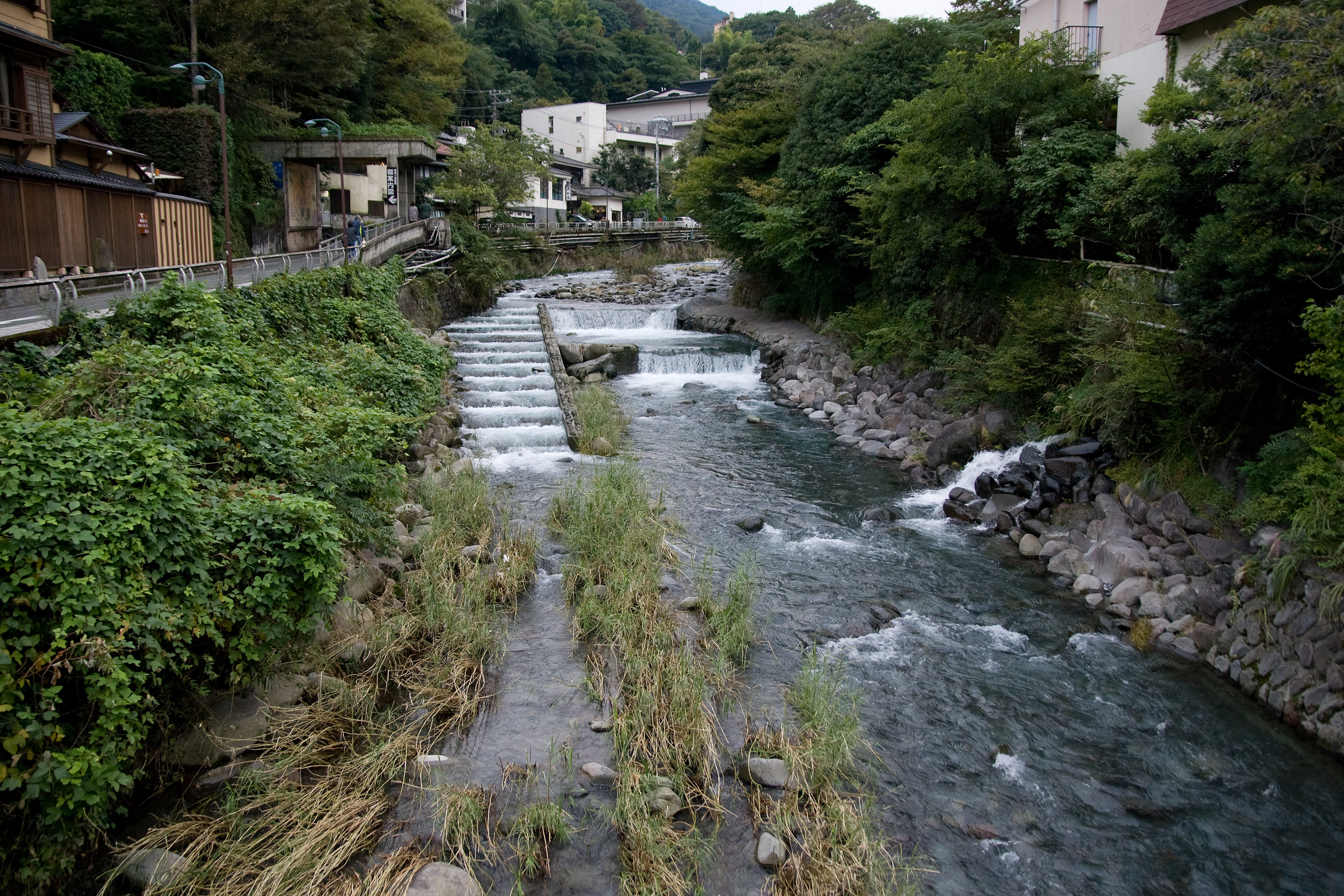
須雲川

## 世帯数と人口
2020年（令和2年）10月1日現在（国勢調査）の世帯数と人口（総務省調べ）は以下の通りである。
| 大字 | 世帯数    | 人口    |
| ---- | --------- | ------- |
| 湯本 | 1,220世帯 | 2,137人 |

### 人口の変遷
国勢調査による人口の推移。
| 年                 | 人口  |
| ------------------ | ----- |
| 1995年（平成7年）  | 3,689 |
| 2000年（平成12年） | 3,207 |
| 2005年（平成17年） | 2,867 |
| 2010年（平成22年） | 2,698 |
| 2015年（平成27年） | 2,333 |
| 2020年（令和2年）  | 2,137 |

### 世帯数の変遷
国勢調査による世帯数の推移。
| 年                 | 世帯数 |
| ------------------ | ------ |
| 1995年（平成7年）  | 1,708  |
| 2000年（平成12年） | 1,545  |
| 2005年（平成17年） | 1,416  |
| 2010年（平成22年） | 1,395  |
| 2015年（平成27年） | 1,218  |
| 2020年（令和2年）  | 1,220  |

## 事業所
2021年（令和3年）現在の経済センサス調査による事業所数と従業員数は以下の通りである。
| 大字 | 事業所数  | 従業員数 |
| ---- | --------- | -------- |
| 湯本 | 233事業所 | 2,634人  |

### 事業者数の変遷
経済センサスによる事業所数の推移。
| 年                 | 事業者数 |
| ------------------ | -------- |
| 2016年（平成28年） | 211      |
| 2021年（令和3年）  | 233      |

### 従業員数の変遷
経済センサスによる従業員数の推移。
| 年                 | 従業員数 |
| ------------------ | -------- |
| 2016年（平成28年） | 2,132    |
| 2021年（令和3年）  | 2,634    |

## 施設

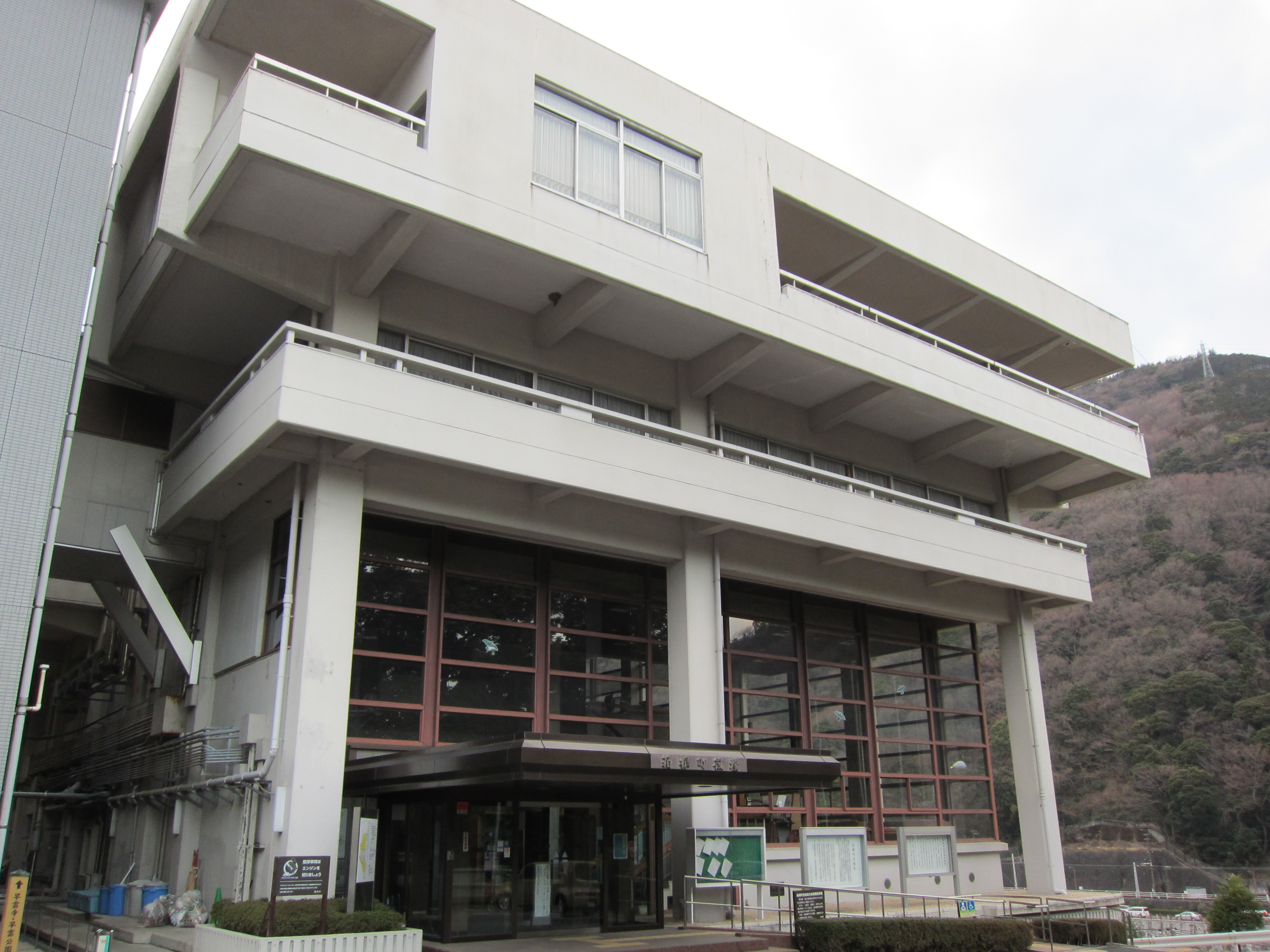
箱根町役場
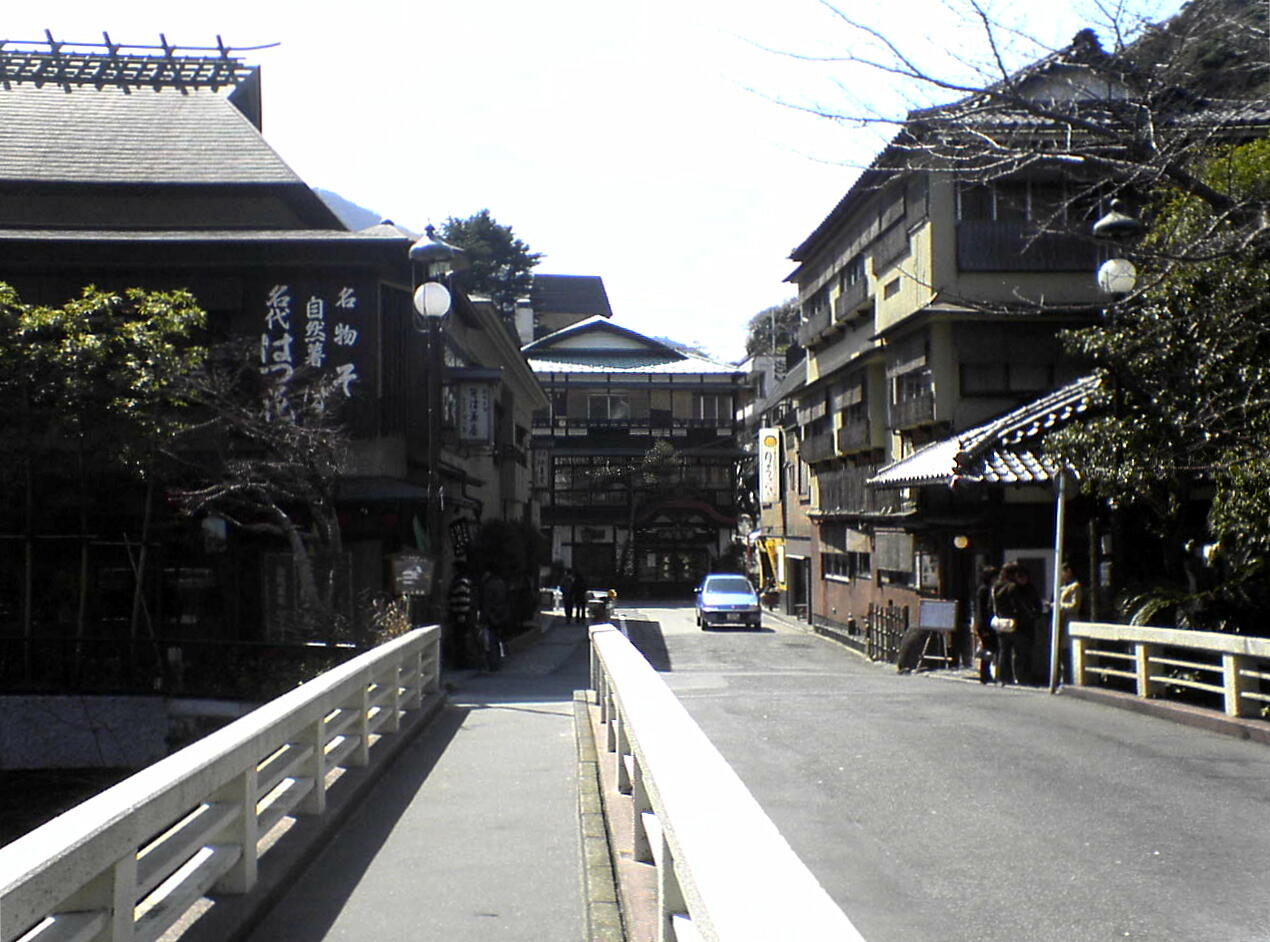
箱根町立湯本小学校
- 箱根町立湯本中学校
- 箱根観光旅館協会
- 箱根町総合観光案内所
- 箱根町立郷土資料館
- 早雲寺
- 正眼寺
- 福寿院

- 本間寄木美術館
- 箱根湯本温泉
  - 箱根BBQガーデン姫の台所
  - 湯本富士屋ホテル
  - ホテル南風荘
  - ホテルおかだ
  - 箱根水明荘
  - かっぱ天国
  - 大和館
  - 天成園

- 箱根町役場
- 箱根湯本温泉街

## 交通

### 鉄道

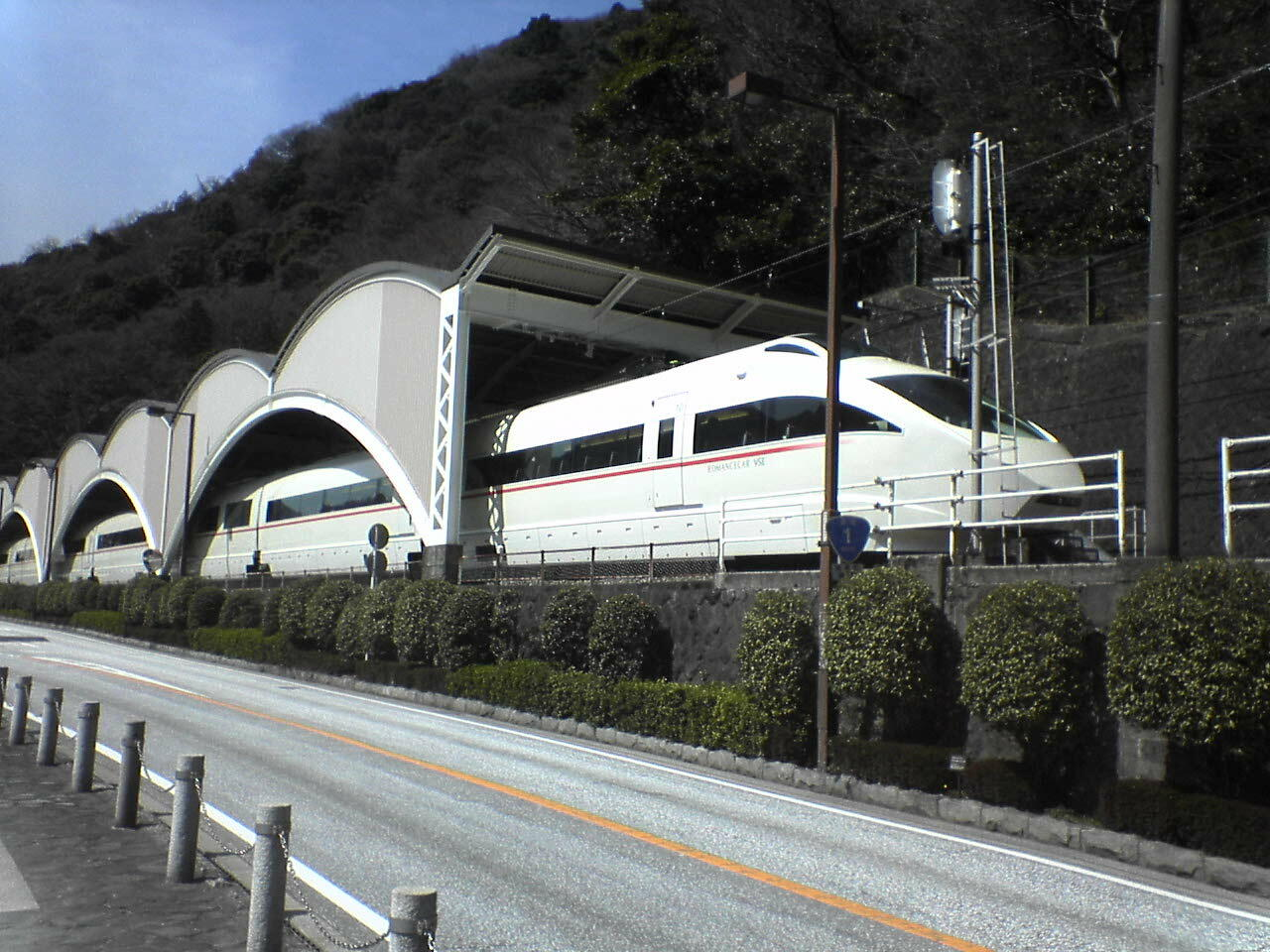
箱根湯本駅に停車する小田急ロマンスカー（VSE）

- 小田急箱根 鉄道線（箱根登山電車）
- 箱根湯本駅 -

※小田急箱根の駅であるが、小田急電鉄の普通列車、特急列車（ロマンスカー）も乗り入れる

### バス
- 箱根登山バス
- 伊豆箱根バス

### 道路
- 箱根新道
  - 山崎IC
- 国道1号（東海道、箱根国道）
- 国道138号（国道1号と重複）
  - 旭橋
  - 函嶺洞門（かんれいどうもん）
- 神奈川県道732号湯本元箱根線（旧東海道）
- 滝通り

## その他

### 日本郵便
- 郵便番号 : 250-0311[3]（集配局 : 小田原郵便局[13]）。